# Corinne Sauvage
Corinne Sauvage, ook bekend als Corinne Colbert of Caline, is een Franse zangeres.

## Biografie
Colbert nam in 1977 deel aan de Franse preselectie voor het Eurovisiesongfestival. Met het nummer La poupée eindigde ze op de tweede plek, na Marie Myriam die uiteindelijk het Eurovisiesongfestival 1977 zou winnen. Een jaar later werd ze door de Monegaskische openbare omroep geselecteerd om samen met Olivier Toussaint het prinsdom te vertegenwoordigen op het Eurovisiesongfestival 1978 in Parijs. Met het nummer Les jardins de Monaco eindigde het gelegenheidsduo op de vierde plaats.